# سند اسپرینگ، شهرستان آپاچی، آریزونا
سند اسپرینگ (به انگلیسی: Sand Springs) یک منطقهٔ مسکونی در ایالات متحده آمریکا است که در آریزونا واقع شده‌است. سند اسپرینگ ۱٬۵۵۲ متر بالاتر از سطح دریا واقع شده‌است.